# Pavlivka, Snihurivka
Pavlivka (în ucraineană Павлівка) este localitatea de reședință a comunei Pavlivka din raionul Snihurivka, regiunea Mîkolaiiv, Ucraina.

## Demografie
Componența lingvistică a localității Pavlivka
     Ucraineană (94,64%)
     Rusă (4,56%)
     Alte limbi (0,63%)
Conform recensământului din 2001, majoritatea populației localității Pavlivka era vorbitoare de ucraineană (94,64%), existând în minoritate și vorbitori de rusă (4,56%).